# Scottish Folk
| Recensione | Giudizio |
| ---------- | -------- |
| AllMusic   | [ 1 ]    |

Scottish Folk è il primo album della Battlefield Band, pubblicato dalla casa discografica bretone Arfolk Records nel 1976. Il disco è stato pubblicato con il titolo Farewell to Nova Scotia, Volume 1 dall'etichetta britannica Escalibur Records.

## Tracce
Brani tradizionali con arrangiamenti della Battlefield Band
Lato A
1. Richemond/Le Réel Du Pendu – 2:33 – Brani strumentali
2. Farewell to Nova Scotia – 4:20
3. Denis Murphy's Slide – 2:33 – Brano strumentale
4. The Bonny Whaling Laddie – 5:15
5. The Bonny Wee Lassie Who Never Said No – 3:13
6. Pipe Tunes – 6:10

Lato B
1. The Rybuck Shearer – 4:45 – Brano strumentale
2. The Fourposter Bed/Staten Island/Colonel Rodney – 3:07 – Brano Colonel Rodney strumentale
3. The Back O'Benachie – 5:05
4. Revie's Reel/Mary McMahon – 2:50 – Brani strumentali
5. The Forfar Sodger – 3:13
6. Paddy's Green Shamrock Shore – 5:37

## Musicisti
- Brian McNeill - fiddle, voce
- Alan Reid - tastiere, voce
- Ricky Starrs - chitarra, mandolino, voce[3]